# La morte di Klinghoffer
La morte di Klinghoffer è un'opera composta dal compositore statunitense John Adams, su libretto della poetessa Alice Goodman. L'opera è stata eseguita per la prima volta al Théâtre Royal de la Monnaie di Bruxelles nel 1991.
L'opera si configura come una sorta di poema per musica, ed è tratta da un evento di cronaca di rilevanza internazionale: la tragica crociera dell'Achille Lauro del 1985, conclusasi con l'assassinio del paraplegico Leon Klinghoffer ad opera del Fronte per la Liberazione della Palestina. La partitura si distende in lunghi passaggi corali o lunghissimi monologhi nei quali i singoli personaggi non dialogano ma affidano i propri pensieri a una sorta di diario sentimentale. Il materiale musicale è molto vario: dalla polifonia corale al duetto vocale con strumenti solisti; dall'uso del minimalismo allo Sprechgesang.

## Discografia
| Anno | Cast (Capitano, Leon Klinghoffer, Marilyn Klinghoffer, Rambo, Mamoud, Omar)                      | Direttore   | Etichetta |
| ---- | ------------------------------------------------------------------------------------------------ | ----------- | --------- |
| 1991 | James Maddalena, Sanford Sylvan, Sheila Nadler, Thomas Hammons, Eugene Perry, Stephanie Friedman | Kent Nagano | Nonesuch  |